# Üçyol (métro d'Izmir)
Pour les articles homonymes, voir Ucyol.
Üçyol est une station de la ligne 1 du métro d'Izmir dont elle a été le terminus depuis son ouverture en 2000 jusqu'à son extension à la station Hatay le 29 décembre 2012.